# الاشتباكات الحدودية السعودية اليمنية (1969)
الاشتباكات الحدودية السعودية اليمنية عام 1969 هي سلسلة من المواجهات المسلحة التي وقعت في سبتمبر 1969 بين القوات المسلحة السعودية وقوات الجمهورية العربية اليمنية، على خلفية النزاع الحدودي المستمر بين البلدين بعد ثورة 26 سبتمبر اليمنية، وانسحاب الجيش المصري من اليمن عام 1967.

## الخلفية
منذ اندلاع الثورة اليمنية عام 1962، انقسم اليمن بين الملكيين المدعومين من السعودية، والجمهوريين المدعومين من مصر. استمرت الحرب الأهلية لعدة سنوات، لكن بعد انسحاب القوات المصرية في 1967، زاد مستوى التدخل السعودي العسكري، حيث دعمت المملكة القبائل الملكية وأرسلت قواتها إلى بعض النقاط الحدودية المتنازع عليها.

## الاشتباكات
في سبتمبر 1969، وقعت اشتباكات مفاجئة في المناطق الحدودية، لا سيما قرب نجران، بين وحدات من الحرس الجمهوري اليمني والقوات السعودية. تمكنت القوات اليمنية من التوغل مؤقتًا داخل بعض المواقع الحدودية مستغلةً عنصر المفاجأة والتضاريس الجبلية، مما أدى إلى انسحاب سعودي محدود وتسجيل خسائر.

## التداعيات
أثارت هذه المواجهات قلقًا في المنطقة، ودعت عدة أطراف عربية إلى التهدئة ووقف التصعيد. لعبت الجامعة العربية دورًا في الوساطة غير المعلنة بين البلدين، خصوصًا في ظل التحولات الإقليمية وتقلص الدعم الدولي للملكيين. وفي العام التالي، اعترفت السعودية رسميًا بالجمهورية العربية اليمنية، مما أنهى النزاع المفتوح بين الطرفين.

## أهمية الاشتباكات
تكشف هذه الحوادث الحدودية عن ضعف البنية العسكرية السعودية في تلك الفترة، والاعتماد على الحلفاء الخارجيين في مواجهة التهديدات. كما أنها تمثل مرحلة انتقالية في العلاقة بين البلدين من المواجهة إلى التفاهم، خاصة بعد نهاية الحرب الأهلية اليمنية بانتصار الجمهوريين.